# 光叶粉报春
光叶粉报春（学名：Primula glabra ssp. glabra）为报春花科报春花属下的一个亚种。

## 扩展阅读
- 維基物種上的相關：光叶粉报春